# ئی‌تورو
ئی‌تورو (انگلیسی: EToro) شرکت کارگزاری است که در قبرسی و در سال ۲۰۰۷ تأسیس شد. این شرکت که بر تامین خدمات مالی تمرکز دارد در حال حاضر در اسرائیل دفتر مرکزی دارد و دفاتر ثبت شده آن در قبرس، انگلستان، ایالات متحده و استرالیا قرار دارد.